# Hirschstein
Hirschstein là một đô thị thuộc huyện Meißen, bang Sachsen Đức. Đô thị Hirschstein có diện tích km², dân số thời điểm ngày 31 tháng 12 năm 2006 là người.
Các làng sau thuộc Hirschstein: Althirschstein, Bahra, Böhla, Boritz, Heyda, Kobeln, Mehltheuer, Neuhirschstein, Pahrenz, Prausitz và Schänitz.